# Bossestraße 1 (Quedlinburg)

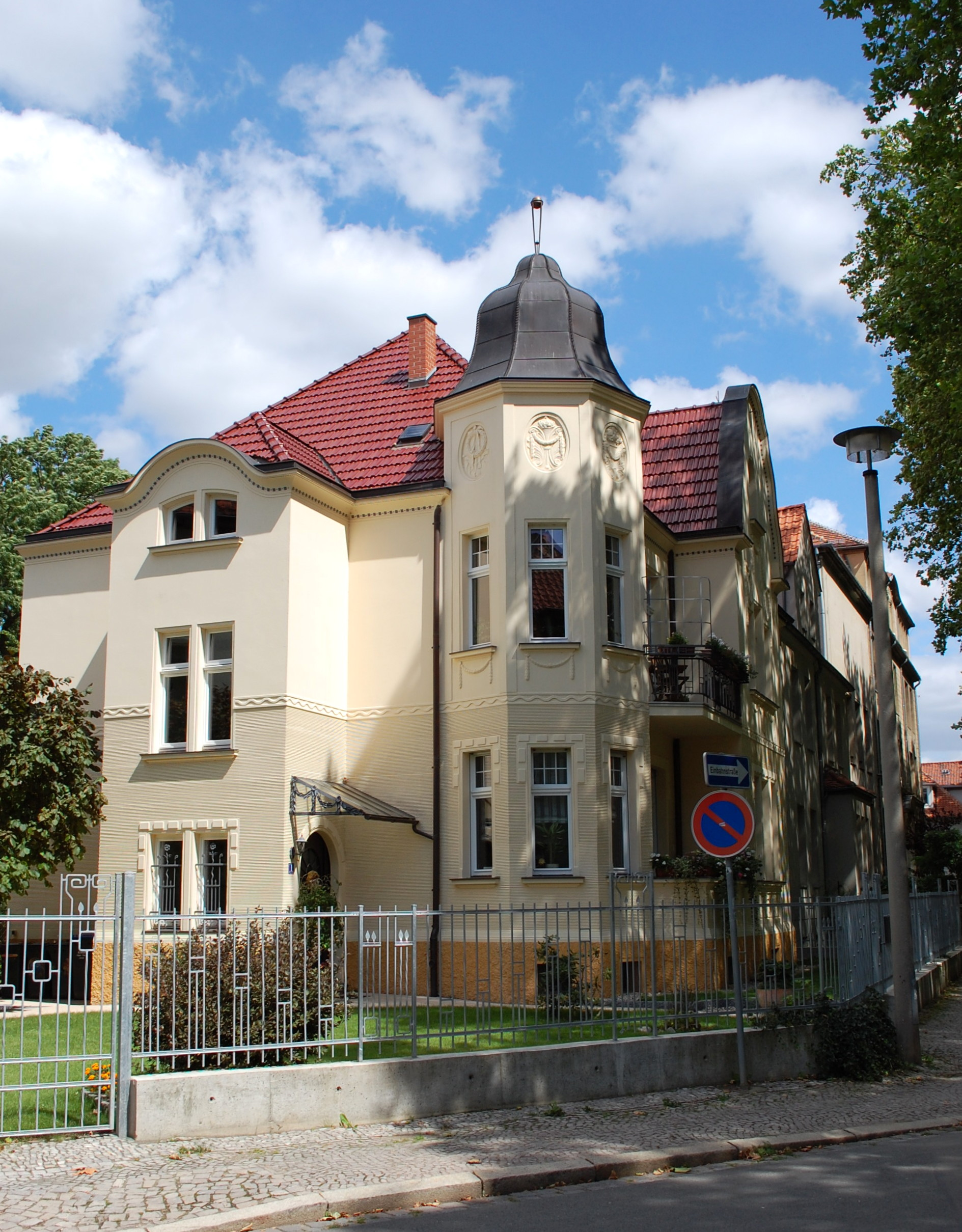
Haus Bossestraße 1

Das Haus Bossestraße 1 ist ein denkmalgeschütztes Gebäude in der Stadt Quedlinburg in Sachsen-Anhalt.
Das Gebäude befindet sich nördlich der historischen Quedlinburger Innenstadt an der Ecke Bossestraße/Julius-Wolff-Straße. Es ist im Quedlinburger Denkmalverzeichnis als Wohnhaus eingetragen.

## Architektur und Geschichte
Das in massiver Bauweise auf unregelmäßigem Grundriss errichtete Haus entstand im Jahr 1909. Die Fassade ist in Formen des Jugendstils gestaltet und weist unterschiedliche Putzstrukturen auf. Es finden sich jedoch auch historisierende Elemente, so ein an der Ecke befindlicher Turm mit Haube und ein mit einem Schweifgiebel abgeschlossener Risalit.